# 文飾曲口魚
文飾曲口魚（学名：Campostoma ornatum）为輻鰭魚綱鯉形目雅羅魚科的一個種，分布於北美洲美國德州南部中的大彎曲區域的Rio Grande 流域、亞歷桑那州東南端中的Rucker峽谷與萊斯利小溪、墨西哥北部淡水流域，體長可達16公分，棲息在岩石急流淺水區，以藻類、水生昆蟲為食。

## 外部連結
- 文飾曲口魚的圖片